# Cantonul Caen-9
Cantonul Caen-9 este un canton din arondismentul Caen, departamentul Calvados, regiunea Basse-Normandie, Franța.